# Scellino del Somaliland
Lo Scellino del Somaliland (in somalo: Soomaaliland shilin) è la moneta ufficiale dell'autodichiaratasi indipendente Repubblica di Somaliland, che lo è effettivamente dal 1991, ma non riconosciuta dalla comunità internazionale. Fu introdotto nell'ottobre del 1994.